# 慕容始
慕容始，昌黎棘城（今辽宁省义县西北）人，南燕宗室，世系不详，被封为高都公。
南燕公孙五楼打算独揽朝政大权，青州（治掖县，今山东省莱州市）刺史慕容鍾、高都公慕容始、兖州（治梁父，今山东省泰安市东南）刺史慕容法、徐州（治莒城，今山东省莒县）刺史段宏不服。406年，皇帝慕容超派遣慕容鎮攻打青州，派慕容昱攻打徐州，派济阳王慕容凝、韩范攻打兖州。慕容昱攻克莒城，段宏投奔北魏。慕容凝反水，被韩范识破。韩范攻克梁父，慕容法投奔北魏，慕容凝逃出投奔后秦。慕容镇攻克了青州，慕容钟杀了他的妻子儿女，挖了一条地道逃了出去，与高都公慕容始、济阳王慕容凝一起全都投奔了后秦。